# Správní obvod obce s rozšířenou působností Strakonice
Správní obvod obce s rozšířenou působností Strakonice je od 1. ledna 2003 jedním ze tří správních obvodů rozšířené působnosti obcí v okrese Strakonice v Jihočeském kraji. Čítá 69 obcí.
Města Strakonice a Volyně jsou obcemi s pověřeným obecním úřadem.

## Seznam obcí
Poznámka: Města jsou vyznačena tučně, městyse kurzívou.
- Cehnice
- Čejetice
- Čepřovice
- Čestice
- Doubravice
- Drachkov
- Drážov
- Droužetice
- Dřešín
- Hlupín
- Horní Poříčí
- Hoslovice
- Hoštice
- Chrášťovice
- Jinín
- Kalenice
- Katovice
- Kladruby
- Kraselov
- Krejnice
- Krty-Hradec
- Kuřimany
- Kváskovice
- Libětice
- Litochovice
- Malenice
- Mečichov
- Milejovice
- Miloňovice
- Mnichov
- Mutěnice
- Nebřehovice
- Němčice
- Němětice
- Nihošovice
- Nišovice
- Nová Ves
- Novosedly
- Osek
- Paračov
- Pracejovice
- Přední Zborovice
- Předslavice
- Přechovice
- Přešťovice
- Radějovice
- Radomyšl
- Radošovice
- Rovná
- Řepice
- Skály
- Slaník
- Sousedovice
- Strakonice
- Strašice
- Strunkovice nad Volyňkou
- Střelské Hoštice
- Štěchovice
- Štěkeň
- Třebohostice
- Třešovice
- Úlehle
- Únice
- Vacovice
- Velká Turná
- Volenice
- Volyně
- Zahorčice
- Zvotoky

## Obyvatelstvo
| Rok  | Obyv.  | ± %    |
| ---- | ------ | ------ |
| 1869 | 48 534 | —      |
| 1880 | 51 570 | +6,3 % |
| 1890 | 49 566 | −3,9 % |
| 1900 | 49 523 | −0,1 % |
| 1910 | 49 046 | −1 %   |

| Rok  | Obyv.  | ± %     |
| ---- | ------ | ------- |
| 1921 | 49 008 | −0,1 %  |
| 1930 | 48 837 | −0,3 %  |
| 1950 | 41 630 | −14,8 % |
| 1961 | 43 317 | +4,1 %  |
| 1970 | 43 281 | −0,1 %  |

| Rok  | Obyv.  | ± %    |
| ---- | ------ | ------ |
| 1980 | 45 668 | +5,5 % |
| 1991 | 46 614 | +2,1 % |
| 2001 | 45 194 | −3 %   |
| 2011 | 44 325 | −1,9 % |
| 2021 | 44 156 | −0,4 % |